# زمین‌لرزه یخچالی

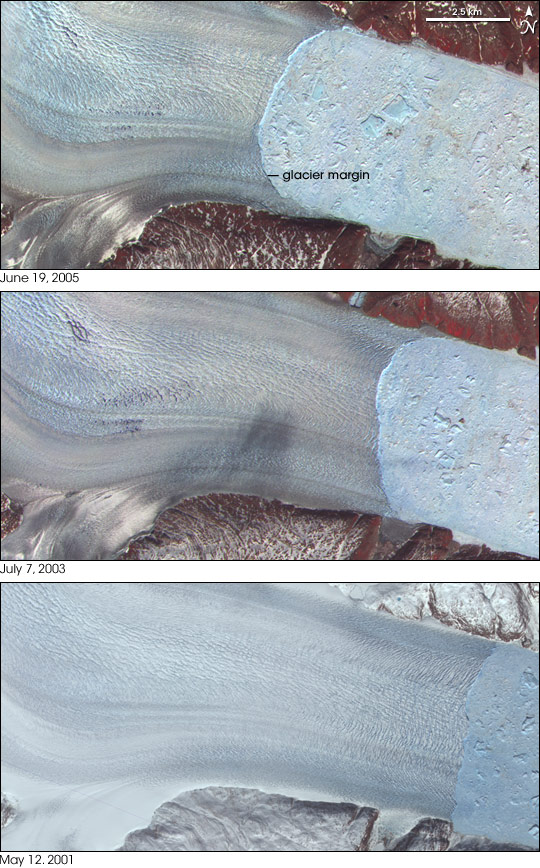
یخچال هلهایم در گرینلند برای بررسی زمین‌لرزه‌های یخچالی تحت پایش است

زمین‌لرزه‌های یخچالی (به انگلیسی: Glacial earthquake)، زلزله‌هایی به بزرگی ۵٫۱ هستند که در مناطق یخچالی رخ می‌دهند که سرعت یخچال بیشتر از یک کیلومتر در سال است.
امواج لرزه‌ای نیز توسط جریان یخی Whillans، یک رودخانه یخی بزرگ و سریع که از ورقه یخی غرب جنوبگان به یخ‌تاق راس می‌ریزد، ایجاد می‌شود. هر روز دو موج لرزه‌ای منتشر می‌شود که هر یک معادل یک زلزله ۷ ریشتری است و ظاهراً مربوط به کشند دریای راس است. در طول هر رویداد، ناحیه‌ای به اندازه ۹۶ در ۱۹۳ کیلومتر (۶۰ در ۱۲۰ مایل) از یخسار به اندازه ٫۶۷ متر (۲٫۲ فوت) در مدت حدود ۲۵ دقیقه حرکت می‌کند، به مدت ۱۲ ساعت ثابت می‌ماند و سپس نیم متر دیگر حرکت می‌کند. امواج لرزه‌ای در لرزه‌نگاری‌های پیرامون جنوبگان و حتی دورتر از استرالیا، در فاصله بیش از ۶۴۰۰ کیلومتر ثبت شده‌اند. از آنجایی که این حرکت در مدت زمان طولانی انجام می‌شود - ۱۰ تا ۲۵ دقیقه - توسط دانشمندانی که روی یخسار متحرک ایستاده‌اند قابل احساس نیستند. مشخص نیست که آیا این رویدادها با گرم شدن زمین مرتبط هستند یا خیر.